# Семенюк, Сергей Владимирович
Сергей Владимирович Семенюк (род. 27 января 1991, Потсдам, Германия) — украинский и немецкий футболист, полузащитник немецкого клуба «Люббен».
В прошлом защитник и полузащитник украинского клуба «Агробизнес».
Известен также благодаря выступлениям в составе киевского «Арсенала», белорусского «Динамо-Бреста» и ряда других украинских и зарубежных клубов. Экс-игрок юношеских сборных Украины разных возрастов.
Играет на поле под номером 80 на футболке.

## Ранние годы
Сергей Семенюк родился в семье военного в Потсдаме (федеральная земля Бранденбург, Германия). Детство прошло в Изяславе (Хмельницкая область, Украина). Сергей занимался футболом в академии донецкого «Шахтера», за который выступал в чемпионате ДЮФЛУ. Вызывался в юношеские сборные Украины разных возрастов.

## Карьера
На профессиональном уровне Сергей Семенюк дебютировал во Второй лиге Украины 9 апреля 2008 года в поединке «Шахтёр-3» — «Ильичёвец-2». С 2008 по 2011 год играл за резервные команды «горняков» (прозвище футбольного клуба «Шахтёр» Донецк).
В августе 2011 года Семенюк ушёл из команды «Шахтёр-2» Донецк в «Энергетик» Бурштын.
В декабре 2011 года перешёл из команды «Энергетик» Бурштын в «Шахтёр-2» Донецк.
С 2012 по 2015 год играл в белорусском ФК «Динамо-Брест», являлся основным защитником брестского клуба. В 2015 году провёл непродолжительный период в литовском «Шяуляе», после чего снова вернулся в белорусский клуб.
В феврале 2016 года Семенюк принял предложение украинского клуба «Полтава», в составе которого провёл весеннюю часть чемпионата.
С июля 2016 по август 2019 года — игрок киевского «Арсенала».
В августе 2019 года перешёл из команды «Арсенал» в ФК «Агробизнес» (Волочиск, Украина).
В июле 2022 года принял предложение от немецкого футбольного клуба VfB Krieschow (Кришов, федеральная земля Бранденбург, Германия).

## Достижения
- Чемпион Первой лиги чемпионата Украины: 2017/18

## Личная жизнь
Женат: состоит в браке с 2021 года, жена — Ника Константиновна Семенюк (урожд. Аксёненко).
Хобби: музыка и пение, большой теннис, путешествия.